# Salmebog
En salmebog er en bog med flere salmer til brug i kirker.

## Danske salmebøger
I Folkekirken anvendes normalt Den Danske Salmebog. Den udkom i 2003 i en ny autoriseret udgave. Den afløste salmebogen fra 1953 som den 15. i rækken af autoriserede salmebøger i den danske kirke siden reformationen. Det er menighedsrådene, der bestemmer, hvilken salmebog der skal anvendes.

### Salmebøger førreformationen
- 1528: Malmø-Tidesangbogen (red.: Claus Mortensen)
- 1533: Malmø-salmebogen (red.: Christiern Pedersen)

### Danske autoriserede salmebøger
- 1569: Den danske Psalmebog (Hans Thomissøns Salmebog)
- 1699: Dend Forordnede Ny Kirke-Psalme-Bog (Kingo Salmebog)
- 1740: Den Nye Psalme-Bog (Pontoppidans Salmebog)
- 1778: Psalme-Bog eller En Samling af gamle og nye Psalmer Guldbergs Salmebog – autoriseret 1783
- 1798: Evangelisk-kristelig Psalmebog til Brug ved Kirke- og Huus-Andagt
- 1844: Psalmebog – autoriseret 1847 til brug for de dansktalende menigheder i Slesvig
- 1845: Tillæg til den evangelisk-christelige Psalmebog
- 1855: Psalmebog til Kirke og Huus-Andagt (Roskilde Konvents Salmebog)
- 1873: Tillæg til Psalmebog for Kirke- og Huus-Andagt
- 1889: Evangelisk-luthersk Psalmebog for de dansktalende Menigheder i Slesvig (Nordslesvisk Salmebog)
- 1890: Nyt Tillæg til Psalmebog for Kirke- og Huus-Andagt
- 1899: Psalme-Bog for Kirke og Hjem
- 1925: Den sønderjydske Salmebog
- 1953: Den Danske Salmebog – en revideret udgave med et ændret noteapparat, men med de samme salmer, blev autoriseret i 1988
- 2003: Den Danske Salmebog